# Конвой ON 122
Конвой ON 122 (англ. Convoy ON 122) — 122-й атлантичний конвой серії ON у кількості 37 транспортних суден, що у супроводженні союзних кораблів ескортної групи B6 прямував від Британських островів до морських портів Північної Америки. Конвой вийшов 15 серпня з Ліверпуля. Конвой був виявлений німецькими підводними човнами 22 серпня. Внаслідок атак німці затопили чотири вантажні судна (17235 GRT). 3 вересня основні сили конвою прибули до портів Північної Америки.

## Історія
Конвой ON 122 у кількості 41 транспортного судна вийшов 15 серпня з Ліверпуля. 17 числа його під охорону взяла Середньоокеанська ескортна група B6, яка складалася з одного британського есмінця та чотирьох корветів Королівського флоту Норвегії.
22 серпня під час патрулювання в районі раніше призначеної зони, після того, як пропустив сигнал змінити позицію, U-135 виявив та доповів про конвой. Початкове повідомлення викликало деяку плутанину через неочікувану позицію та помилку кодування, але після того, як U-135 надіслав два уточнюючих повідомлення, стежачи за конвоєм, вовчій зграї «Лох» було наказано вирушити на перехоплення конвою.
24 серпня видимість в морі знизилася до 6700 м через погіршення погодних умов із невеликими шквалами під хмарним небом. З наближенням сутінків ескорт виявив лише чотири з дев'яти підводних човнів, які переслідували транспортники. Курс конвою було змінено на 267°. U-605 торпедував Katvaldis і Sheaf Mount з правого борту конвою через годину після зміни курсу. «Віконт» отримав радарний контакт і змусив підводний човен зануритися. Коли «Віконт» скидав глибинні бомби, U-176 і U-438 увійшли в передню частину конвою, щоб торпедувати Trolla і Empire Breeze.
Ескорт конвою ефективно перехоплював атаки до світанку 25 серпня. Спокійна морська обстановка була сприятливою для РЛС типу 271 сантиметрової довжини хвилі, якою були оснащені всі ескортні кораблі, й їх швидкі контратаки не дозволяли підводним човнам вийти на позицій для запуску торпед. Атака глибинної бомби корвету «Еглантін» пробила бойову рубку U-605. U-135, U-174 і U-438 також були пошкоджені глибинними бомбами. Німецькі підводні човни втратили контакт після того, як конвой увійшов у сильний туман після світанку 25 серпня, і припинили переслідування 26 серпня. U-256 перебував на ремонті більше року після бомбардування в Біскайській затоці 31 серпня після пошкодження глибинною бомбою «Віконта» і «Потентілла». U-438 допоміг U-256 дістатися до порту, а U-174 дозаправив три підводні човни вовчої зграї «Лох» перед поверненням до Франції для усунення пошкоджень. U-705 зазнав кількох втрат під час обстрілу конвою; і 3 вересня був затоплений у Біскайській затоці британським бомбардувальником «Вітліс» з № 77 ескадрильї Королівських ПС.
Кораблі конвою розійшлися біля Кейп-Коду 3 вересня, щоб самостійно продовжити шлях до портів Північної Америки.

## Кораблі та судна конвою ON 122

### Транспортні судна
Позначення
| Назва                    | Прапор              | Тоннаж (GRT) | Прим.                               |
| ------------------------ | ------------------- | ------------ | ----------------------------------- |
| Amberton (1928)          | Велика Британія     | 5 377        |                                     |
| Athelprince (1926)       | Велика Британія     | 8 782        | судно командора конвою              |
| Atland (1910)            | Швеція              | 5 203        |                                     |
| Baron Herries (1940)     | Велика Британія     | 4 574        |                                     |
| City of Lancaster (1924) | Велика Британія     | 3 041        |                                     |
| Empire Breeze (1941)     | Велика Британія     | 7457         | 25 серпня потоплено U-176 або U-438 |
| Empire Chamois (1918)    | Велика Британія     | 5 684        |                                     |
| Empire Flamingo (1917)   | Велика Британія     | 4994         | повернулося до Клайда               |
| Empire Wagtail (1919)    | Велика Британія     | 4893         |                                     |
| Fintra (1918)            | Велика Британія     | 2089         |                                     |
| Gloxinia (1920)          | Велика Британія     | 3 336        |                                     |
| Inger Elizabeth (1920)   | Норвегія            | 2 166        |                                     |
| Inger Toft (1920)        | Велика Британія     | 2 190        |                                     |
| Ingerfire (1905)         | Норвегія            | 3 835        |                                     |
| Ingman (1907)            | Велика Британія     | 3169         |                                     |
| Isobel (1929)            | Панама              | 1 515        |                                     |
| Jan (1920)               | Норвегія            | 1946         |                                     |
| Katvaldis (1907)         | Велика Британія     | 3 163        | 25 серпня потоплено U-605           |
| Kolsnaren (1923)         | Швеція              | 2465         |                                     |
| Lifland (1920)           | Данія               | 2 254        |                                     |
| Mariposa (1914)          | Велика Британія     | 3807         |                                     |
| Merchant Royal (1928)    | Велика Британія     | 5 008        |                                     |
| Parismina (1908)         | США                 | 4732         |                                     |
| Ramava (1900)            | Латвія              | 2141         |                                     |
| Rio Branco (1924)        | Норвегія            | 3 210        |                                     |
| Rolf Jarl (1920)         | Норвегія            | 1 917        |                                     |
| Sheaf Mount (1924)       | Велика Британія     | 5 017        | 25 серпня потоплено U-605           |
| Silverelm (1924)         | Велика Британія     | 4 351        |                                     |
| Sirehei (1907)           | Норвегія            | 3888         |                                     |
| Souliotis (1917)         | Грецьке королівство | 4299         |                                     |
| Stad Arnhem (1920)       | Нідерланди          | 3 819        |                                     |
| Start Point (1919)       | Велика Британія     | 5293         |                                     |
| Stockport (1911)         | Велика Британія     | 1 683        | Рятувальне судно конвою             |
| Tenax (1925)             | Велика Британія     | 3 846        |                                     |
| Trolla (1923)            | Норвегія            | 1598         | 25 серпня потоплено U-438           |
| Van de Velde (1919)      | Нідерланди          | 6389         |                                     |

### Кораблі ескорту
| Назва          | Прапор                                  | Тип корабля                                             | Прим.                      |
| -------------- | --------------------------------------- | ------------------------------------------------------- | -------------------------- |
| «Енденес»      | Військово-морські сили Норвегії         | корвет типу «Флавер»                                    | 17 серпня — 3 вересня 1942 |
| «Еглантін»     | Військово-морські сили Норвегії         | корвет типу «Флавер»                                    | 17 серпня — 3 вересня 1942 |
| «Монбретіа»    | Військово-морські сили Норвегії         | корвет типу «Флавер»                                    | 17 серпня — 3 вересня 1942 |
| «Потентілла»   | Військово-морські сили Норвегії         | корвет типу «Флавер»                                    | 17 серпня — 3 вересня 1942 |
| «Віконт»       | Військово-морські сили Великої Британії | ескадрений міноносець типу «Торнікрофт» типу «V» та «W» | 17 серпня — 3 вересня 1942 |
| «Сен-Лорен»    | Військово-морські сили Канади           | ескадрений міноносець типу «C»                          | 26 — 29 серпня 1942        |
| «Бристоль»     | Військово-морські сили США              | ескадрений міноносець типу «Глівз»                      | 26 — 29 серпня 1942        |
| Ближній ескорт |                                         |                                                         |                            |
| «Джорджтаун»   | Військово-морські сили Великої Британії | ескадрений міноносець типу «Таун»                       | 29 серпня — 3 вересня      |
| «Наяджера»     | Військово-морські сили Канади           | ескадрений міноносець типу «Таун»                       | 29 серпня — 1 вересня      |
| «Кеногамі»     | Військово-морські сили Канади           | корвет типу «Флавер»                                    | 29 серпня — 3 вересня      |
| «Прескотт»     | Військово-морські сили Канади           | корвет типу «Флавер»                                    | 29 серпня — 1 вересня      |
| «Люненбург»    | Військово-морські сили Канади           | корвет типу «Флавер»                                    | 27 серпня                  |
| «Ростерн»      | Військово-морські сили Канади           | корвет типу «Флавер»                                    | 26-27 серпня               |
| «Вудсток»      | Військово-морські сили Канади           | корвет типу «Флавер»                                    | 28 серпня — 3 вересня      |

## Підводні човни, що брали участь в атаці на конвой
| Назва | Тип       | Командир                                   | Результати атаки                                |
| ----- | --------- | ------------------------------------------ | ----------------------------------------------- |
| U-135 | типу VIIC | капітан-лейтенант Фрідріх-Герман Преторіус | не здобув                                       |
| U-174 | типу IXC  | фрегаттен-капітан Ульріх Тіло              | не здобув                                       |
| U-176 | типу IXC  | корветтен-капітан Райнер Дірксен           | 26 серпня потопив судно Empire Breeze           |
| U-256 | типу VIIC | капітан-лейтенант Одо Леве                 | не здобув                                       |
| U-373 | типу VIIC | капітан-лейтенант Пауль-Карл Лезер         | не здобув                                       |
| U-432 | типу VIIC | капітан-лейтенант Гайнц-Отто Шульце        | приєднався пізніше                              |
| U-438 | типу VIIC | капітан-лейтенант Рудольф Франціус         | 25 серпня потопив судно Trolla                  |
| U-569 | типу VIIC | капітан-лейтенант Ганс-Петер Гінш          | не здобув                                       |
| U-596 | типу VIIC | капітан-лейтенант Гюнтер Ян                | не здобув                                       |
| U-604 | типу VIIC | капітан-лейтенант Горст Гельтрінг          | не здобув                                       |
| U-605 | типу VIIC | капітан-лейтенант Герберт-Віктор Шюце      | 25 серпня потопив судна Katvaldis і Sheaf Mount |
| U-660 | типу VIIC | капітан-лейтенант Гец Баур                 | не здобув                                       |
| U-705 | типу VIIC | капітан-лейтенант Карл-Горст Горн          | не здобув                                       |
| U-755 | типу VIIC | капітан-лейтенант Вальтер Геїнг            | не здобув                                       |